# Eparchie Thamarasserry
De eparchie Thamarasserry (Latijn: Dioecesis Thamarasserrensis) is een Syro-Malabar-katholieke eparchie met als zetel Thamarassery (ookwel Thamarasserry), in India. De eparchie is suffragaan aan de aartseparchie Tellicherry. 

## Geschiedenis
De eparchie werd opgericht op 28 april 1986, uit delen van de eparchie Tellicherry, en was suffragaan aan de aartseparchie Ernakulam. Op 18 mei 1995 wisselde het van kerkprovincie en werd suffragaan aan de nieuw verheven aartseparchie Tellicherry. 

## Parochies
De eparchie had in 2020 een oppervlakte van 5.893 km2 en telde 7.239.891 inwoners waarvan 2,1% rooms-katholiek was.

## Bisschoppen
- Sebastian Mankuzhikary (28 april 1986 - 11 juni 1994)
- Jacob Thoomkuzhy (18 mei 1995 - 11 november 1996)
- Paul Chittilapilly (11 november 1996 - 15 januari 2010)
- Remigius Maria Paul Inchananiyil (15 januari 2010 - heden)

Tellicherry (aartseparchie) · Belthangady · Bhadravathi · Mananthavady · Mandya · Thamarasserry